# アメン・トンプソン
アメイズ・XLNC・トンプソン（Ameiz XLNC Thompson, 2003年1月30日 - ）は、アメリカ合衆国カリフォルニア州オークランド出身のプロバスケットボール選手。NBAのヒューストン・ロケッツに所属している。ポジションはポイントガード。同じくNBA選手のアサー・トンプソンは双子の弟。

## 経歴

### ハイスクール
双子の兄弟のアサーと共にパイン・クレストスクールでプレーし、4年目のシーズンは平均20.5得点、8.4リバウンド、4.4アシストを記録した。

### オーバータイム・エリート
大学へは進学せず、アサーと共に2021年から創設されたオーバータイム・エリートと契約した。
1年目の2021-22シーズンはチームOTEに配属された。プレーオフの優勝決定戦ではアサーの所属するチーム・エリートと対戦。最終第3戦の末に敗れ、優勝を逃した。
2年目の2022-23シーズンはリーグの拡張に伴いチームが一新。新たにシティ・リーパーズへ配属され、アーサーとチームメイトになった。

### ヒューストン・ロケッツ
2023年のNBAドラフトにて、アメンは1巡目全体4位でヒューストン・ロケッツから指名され、弟・アサーは全体5位でデトロイト・ピストンズから指名された。これにより、同じドラフトで兄弟のどちらも全体5位以内で指名されたNBA史上初の事例となった。

#### 2023-24シーズン
10月25日のオーランド・マジック戦でNBAデビューを果たして8得点、5リバウンド、2アシストを記録したが、チームは86-116で敗れた。数日後に右足首を捻挫する故障を負い、数試合の欠場を余儀なくされた。復帰戦となった12月11日のサンアントニオ・スパーズ戦で2得点、5リバウンド、1アシストを記録し、チームは93-82で勝利した。
2024年3月に、チームメイトのアルペラン・シェングンが膝の負傷で残りのシーズンを全休することに伴い、アメンがスターターに適用されることとなった。4月14日のシーズン最終戦となるロサンゼルス・クリッパーズ戦で自身初のトリプル・ダブルとなる18得点、11リバウンド、10アシスト、3スティール、3ブロックを記録し、チームは116-105で勝利した。このシーズン、アメンはNBAオールルーキーセカンドチームに選出された。

## 個人成績

### NBA

#### レギュラーシーズン
| シーズン | チーム | GP  | GS | MPG  | FG%  | 3P%  | FT%  | RPG | APG | SPG | BPG | PPG  |
| -------- | ------ | --- | -- | ---- | ---- | ---- | ---- | --- | --- | --- | --- | ---- |
| 2023–24  | HOU    | 62  | 23 | 22.4 | .536 | .138 | .684 | 6.6 | 2.6 | 1.3 | .6  | 9.5  |
| 2024–25  | HOU    | 69  | 42 | 32.2 | .557 | .275 | .684 | 8.2 | 3.8 | 1.4 | 1.3 | 14.1 |
| 通算     | 通算   | 131 | 65 | 27.6 | .549 | .221 | .684 | 7.4 | 3.3 | 1.3 | 1.0 | 11.9 |

#### プレーオフ
| シーズン | チーム | GP | GS | MPG  | FG%  | 3P%  | FT%  | RPG | APG | SPG | BPG | PPG  |
| -------- | ------ | -- | -- | ---- | ---- | ---- | ---- | --- | --- | --- | --- | ---- |
| 2025     | HOU    | 7  | 7  | 33.0 | .494 | .250 | .694 | 6.9 | 3.3 | 1.7 | .9  | 15.7 |
| 通算     | 通算   | 7  | 7  | 33.0 | .494 | .250 | .694 | 6.9 | 3.3 | 1.7 | .9  | 15.7 |